# Руй-Барбоза (Риу-Гранди-ду-Норти)
Руй-Барбоза (порт. Ruy Barbosa)  —  муниципалитет в Бразилии, входит в штат Риу-Гранди-ду-Норти. Составная часть мезорегиона Сельскохозяйственный район штата Риу-Гранди-ду-Норти. Входит в экономико-статистический  микрорегион Борборема-Потигуар. Население составляет 3968 человек на 2006 год. Занимает площадь 125,813 км². Плотность населения — 31,5 чел./км².

## Статистика
- Валовой внутренний продукт на 2003 год составляет 6 874 276,00 реалов (данные: Бразильский институт географии и статистики).
- Валовой внутренний продукт на душу населения на 2003 год составляет 1790,64 реалов (данные: Бразильский институт географии и статистики).
- Индекс развития человеческого потенциала на 2000 год составляет 0,579 (данные: Программа развития ООН).